# Nekor
Nekor-ⵏⴻⴽⵓⵔ (en árabe: نقور‎) es una localidad del Rif marroquí. Fue una ciudad rifeña importante y la capital del Emirato de Nekor durante la Edad Media, a partir del reinado de su hijo Sa'id ibn Idrís (Sa'id I) —hasta entonces lo había sido Tensamán—. Los vikingos la saquearon en una incursión que tuvo lugar entre el 859 y el 862 y acabó destruida por el almorávide Yusuf ibn Tašufin en el 1080, durante su campaña de conquista del Rif.